# Onychogomphus thienemanni
Onychogomphus thienemanni là loài chuồn chuồn trong họ Gomphidae. Loài này được Schmidt mô tả khoa học đầu tiên năm 1934.